# Жемчугов, Александр Петрович
Александр Петрович Жемчугов (род. 28 августа 1951, Чалдовар, Фрунзенская область) — киргизский художник-ювелир.

## Биография
По окончании средней школы работал на швейной фабрике в Чалдоваре. В 1972 году перешёл на работу в Объединении народно-художественных промыслов «Кыял», где занял должность инкрустатора. Для получения профессионального образования поступил в Красносельское училище по художественной обработке металлов в Костромской области, которое окончил в 1977 году. Остался работать в посёлке Красное-на-Волге на Красносельском ювелирном заводе.
Многие работы выполнил в соавторстве с женой — Любовью Жемчуговой.
Творческую работу продолжил в Киргизии, где заслужил авторитет как представитель современного искусства.
В 1980 году вступил в Союз художников СССР. Принимал участие в республиканских и международных выставках.
Работы Жемчугова хранятся в Киргизском национальном музее изобразительных искусств и в частных коллекциях.

## Основные работы
- Набор бокалов «Праздничный». 3 предмета. 1977. Медь, скань, серебрение (в соавторстве с Любовью Жемчуговой).
- Декоративная скульптура «Козленок». 1978. Медь, скань (в соавторстве с Любовью Жемчуговой).
- Декоративная форма «Яблоко Ньютона». 1979. Металл, эмаль, стекло, чеканка.
- Колье «Арктика». 1979. Мельхиор, эмаль, корунд, агат.
- Колье «Утро». 1980. Латунь, литье, цитрин, агат.
- Кубки «Четыре цвета лета». 4 предмета. 1979. Медь, скань, серебрение, финифть (в соавторстве с Любовью Жемчуговой).
- Колье «Золотой петушок». 1979. Мельхиор, скань, эмаль (в соавторстве с Любовью Жемчуговой).
- Конфетница. 1980. Металл, скань (в соавторстве с Любовью Жемчуговой)[2].